# Vicky Robson
Vicky Robson Dessler (ur. 9 kwietnia 1985) – kanadyjska lekkoatletka, tyczkarka.
Medalistka mistrzostw Kanady.

## Rekordy życiowe
- Skok o tyczce – 4,30 (2012)
- Skok o tyczce (hala) – 4,20 (2012)